# 奧伍德 (密西西比州)
奧伍德（英語：Orwood）是位於美國密西西比州拉法葉縣的鬼鎮。

## 地理
奧伍德所處的海拔為高於海平面121米（即397英呎），而該地所採用的時區為UTC-6，即北美中部時區（CST）。同時該地設有夏令時間，為UTC-6調快一小時，即UTC-5（CDT）。